# Kuchary (Jaźwina)
Kuchary (niem. Kuchendorf) – przysiółek wsi Jaźwina w Polsce, położony w województwie dolnośląskim, w powiecie dzierżoniowskim, w gminie Łagiewniki.
W latach 1975–1998 przysiółek administracyjnie należała do województwa wrocławskiego.

## Zabytki
Pałac w Kucharach.